# Liga Nacional de Guatemala 1967-68
La Liga Nacional de Guatemala 1967/68 es el décimo sexto torneo de Liga de fútbol de Guatemala. El campeón del torneo fue el Aurora, consiguiendo su tercer título de liga.

## Formato
El formato del torneo era de todos contra todos a tres vueltas, al ganar el partido se otorgaban 2 puntos, si era empate era un punto, por perder el partido no se otorgaban puntos. En caso de empate por puntos se realizaría una serie extra de dos partidos a visita recíproca para determinar quien era el campeón. el equipo que ocupara el último lugar del torneo descendería a la categoría inferior inmediata.

## Campeón
Aurora consiguió su 3.er. Título nacional venciendo a doble partido a  Municipal ya que a lo largo de 27 jornadas empataron en puntos y el desempate para el título era por medio de dos partidos extras a ida y vuelta los cuales ganó Aurora por marcadores de 2-0 y 4-1.

## Equipos participantes
| Club                | Ciudad                                        | Departamento   |
| ------------------- | --------------------------------------------- | -------------- |
| Aurora              | Ciudad de Guatemala                           | Guatemala      |
| Ron Botrán          | Quetzaltenango                                | Quetzaltenango |
| Comunicaciones      | Ciudad de Guatemala                           | Guatemala      |
| RGM Escuintla       | Escuintla                                     | Escuintla      |
| Municipal           | Ciudad de Guatemala                           | Guatemala      |
| Palo Gordo          | Ingenio Palo Gordo, San Antonio Suchitepéquez | Suchitepéquez  |
| Suchitepéquez       | Mazatenango                                   | Suchitepéquez  |
| Tipografía Nacional | Ciudad de Guatemala                           | Guatemala      |
| Universidad         | Ciudad de Guatemala                           | Guatemala      |
| Xelajú MC           | Quetzaltenango                                | Quetzaltenango |

### Equipos por Departamento
| Departamento   | N.º | Equipos                                                              |
| -------------- | --- | -------------------------------------------------------------------- |
| Escuintla      | 1   | RGM Escuintla                                                        |
| Guatemala      | 5   | Aurora, Comunicaciones, Municipal, Tipografía Nacional, Universidad. |
| Quetzaltenango | 2   | Botrán, Xelajú MC.                                                   |
| Suchitepéquez  | 2   | Palo Gordo, Suchitepéquez                                            |

## Clasificación
|  | Pos. | Equipos                   | PJ | PG | PE | PP | GF | GC | Dif. | PTS | Clasificación                         |
|  | ---- | ------------------------- | -- | -- | -- | -- | -- | -- | ---- | --- | ------------------------------------- |
|  | 1º   | Aurora                    | 27 | 16 | 7  | 4  | 61 | 26 | +35  | 39  | Copa de Campeones de la Concacaf 1968 |
|  | 2º   | Municipal                 | 27 | 15 | 9  | 3  | 47 | 20 | +27  | 39  |                                       |
|  | 3º   | Xelajú MC                 | 27 | 13 | 8  | 6  | 40 | 25 | +15  | 34  |                                       |
|  | 4º   | Comunicaciones            | 27 | 11 | 10 | 6  | 43 | 30 | +13  | 32  |                                       |
|  | 5º   | Universidad de San Carlos | 27 | 12 | 7  | 8  | 51 | 42 | +9   | 31  |                                       |
|  | 6º   | Suchitepéquez             | 27 | 11 | 8  | 8  | 51 | 48 | +3   | 30  |                                       |
|  | 7º   | Palo Gordo                | 27 | 9  | 4  | 14 | 20 | 39 | -19  | 22  |                                       |
|  | 8º   | Tipografía Nacional       | 27 | 5  | 9  | 13 | 22 | 41 | -19  | 19  |                                       |
|  | 9°   | RGM Escuintla             | 27 | 4  | 6  | 17 | 23 | 48 | -25  | 14  |                                       |
|  | 10º  | Ron Botrán                | 27 | 1  | 8  | 18 | 15 | 54 | -39  | 10  | Descendido                            |
|  |      |                           |    |    |    |    |    |    |      |     |                                       |

## Final (desempate)

### Ida
|  | Municipal | 0:2 | Aurora | Estadio Mateo Flores, Ciudad de Guatemala |  |

### Vuelta
|                                              | Aurora | 4:1 (Global 6:1) | Municipal | Estadio Mateo Flores, Ciudad de Guatemala |  |
| Aurora gana el desempate y obtiene el título |        |                  |           |                                           |  |

## Campeón
| Campeón Temporada 1967-68 |
| Aurora 3º Título          |
| ------------------------- |